# Tasmanonuncia segnis
Tasmanonuncia segnis is een hooiwagen uit de familie Triaenonychidae.